# Short track na Zimních olympijských hrách 1992
Short track na Zimních olympijských hrách 1992 proběhlo v Halle Olympique, která stojí nedaleko Théâtre des Cérémonies několik kilometrů jihozápadně od centra Albertville.

## Medailové pořadí zemí
| Pořadí | Země                         | Zlato | Stříbro | Bronz | Celkově |
| ------ | ---------------------------- | ----- | ------- | ----- | ------- |
| 1.     | Jižní Korea (KOR)            | 2     | 0       | 1     | 3       |
| 2.     | Kanada (CAN)                 | 1     | 2       | 0     | 3       |
| 3.     | Spojené státy americké (USA) | 1     | 1       | 0     | 2       |
| 4.     | Čína (CHN)                   | 0     | 1       | 0     | 1       |
| 5.     | Japonsko (JPN)               | 0     | 0       | 1     | 1       |
| 5.     | Severní Korea (PRK)          | 0     | 0       | 1     | 1       |
| 5.     | Sjednocený tým (EUN)         | 0     | 0       | 1     | 1       |
|        | Celkem                       | 4     | 4       | 4     | 12      |

## Medailisté

### Muži
| Disciplína                   | Zlato                                                                   | Výkon   | Stříbro                                                                                                 | Výkon   | Bronz                                                                                      | Výkon   |
| ---------------------------- | ----------------------------------------------------------------------- | ------- | --- | ------- | ------------------------------------------------------------------------------------------ | ------- |
| 1000 m                       | Kim Ki-hun · Jižní Korea (KOR)                                          | 1:30,76 | Frédéric Blackburn · Kanada (CAN)                                                                       | 1:31,11 | Lee Joon-Ho · Jižní Korea (KOR)                                                            | 1:31,16 |
| štafeta 5000 m (4 x 1 250 m) | Jižní Korea (KOR) · Kim Ki-hun · Lee Joon-Ho · Mo Ji-Soo · Song Jae-Kun | 7:14,02 | Kanada (CAN) · Frédéric Blackburn · Laurent Daignault · Michel Daignault · Sylvain Gagnon · Mark Lackie | 7:14,06 | Japonsko (JPN) · Yuichi Akasaka · Tatsuyoshi Ishihara · Toshinobu Kawai · Tsutomu Kawasaki | 7:18,18 |

### Ženy
| Disciplína                 | Zlato                                                                                 | Výkon   | Stříbro                                                                                           | Výkon   | Bronz                                                                                          | Výkon   |
| -------------------------- | ------------------------------------------------------------------------------------- | ------- | ------------------------------------------------------------------------------------------------- | ------- | ---------------------------------------------------------------------------------------------- | ------- |
| 500 m                      | Cathy Turnerová · Spojené státy americké (USA)                                        | 47,04   | Li Yan · Čína (CHN)                                                                               | 47,08   | Hwang Ok-Sil · Severní Korea (PRK)                                                             | 47,23   |
| štafeta 3000 m (4 x 750 m) | Kanada (CAN) · Angela Cutrone · Sylvie Daigle · Nathalie Lambert · Annie Perreaultová | 4:36,62 | Spojené státy americké (USA) · Darcie Dohnal · Amy Peterson · Cathy Turnerová · Nikki Ziegelmeyer | 4:37,85 | Sjednocený tým (EUN) · Yulia Alagulova · Natalya Isakova · Viktoria Troitskaya · Yulia Vlasova | 4:42,69 |